# سن-نازر، کبک
سن-نازر (به فرانسوی: Saint-Nazaire) شهری در منطقه شهری لاک-سن-ژان-است ناحیه سگونه-لاک-سن-ژان در استان کبک کانادا است. در سرشماری سال ۲۰۱۱ این شهر ۱٬۹۵۸ نفر جمعیت داشته‌است و مساحت آن ۱۴۷٫۷۸ کیلومتر مربع است.